# Fountain Run
Fountain Run är en ort i Monroe County, Kentucky, USA. År 2000 hade orten 236 invånare. Den har enligt United States Census Bureau en area på 2,5 km², allt är land.